# غزوه دومةالجندل
دُوْمَةُالْجَنْدَل، یکی از غزوات محمد است که در سال پنجم ه.ق صورت گرفته‌است. در این غزوه که علت‌های مختلفی برایش گزارش شده‌است، محمد به همراه گروهی از مسلمانان مدینه، به سمت منطقه دومة الجندل در نواحی شام در حرکت شدند و بدون درگیری و پس از چند روز، به مدینه بازگشتند. سال بعد، جمعی از اهالی منطقه به دعوت عبدالرحمن بن عوف، به اسلام گرویدند.

## منطقه درگیری
جغرافی‌دانان، واحه‌ای را به نام دومة الجندل در وادی سِرحان در مشرق اردن گزارش کرده‌اند که از جزیرة العرب تا شام امتداد داشته‌است. این منطقه از سرحدات شام بوده‌است و تا دمشق، ده میل (پنج شب راه) و تا مدینه شانزده تا سیزده شب راه بوده‌است. امروزه روستایی در منطقه زراعی جوف (۴۵۰ کیلومتری شمال تَیماء) است.

## دلایل درگیری
در علت این درگیری و غزوه در بین منابع اختلافاتی گزارش شده‌است. بنابر یک روایت، پس از رسیدن گزارشی به محمد مبنی بر جمع شدن گروهی از اعراب (از قبایل قضاعه و غسان) در منطقه دومة الجندل، برای بازرگانان آن منطقه ایجاد دردسر کرده و قصد حمله به مدینه را دارند. از این رو محمد دستور اعزام سپاهی را به سمت این منطقه صادر کرد. برخی منابع نیز از ظلم فرمانروای وقت دومة الجندل (که فردی مسیحی بود) به مسافران و بازرگانان مدینه یاد کرده‌اند که سبب عکس العمل محمد شد.

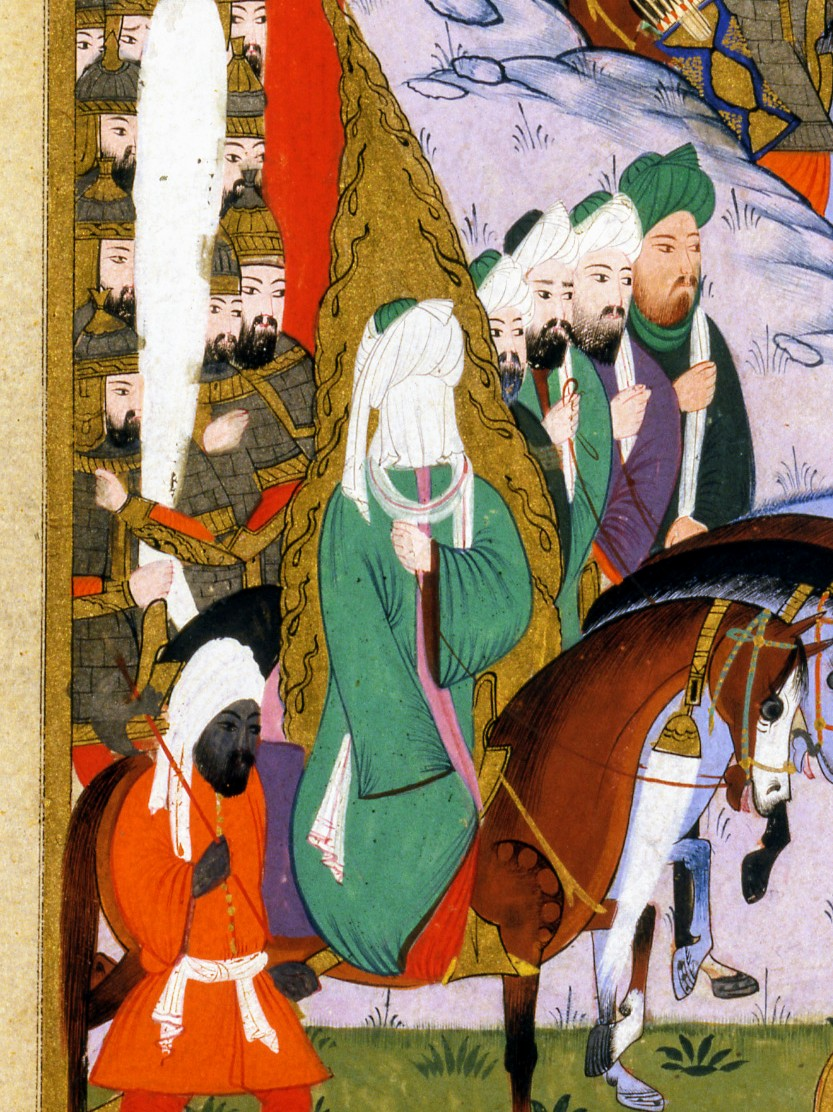
نگاره‌ای از حضور محمد در نبرد احد

## شرح ماوقع
اکثر مورخان زمان واقعه را پنجم ه.ق دانستند. بر این اساس محمد در تاریخ ۲۴ یا ۲۵ ربیع‌الاول سال پنجم هجری قمری، سِباع‌بن عُرْفُطَه غِفاری را جانشین خود در مدینه کرد و به راهنمایی فردی به نام مذکور از قبیله بنی عذره و همراهی هزار مرد؛ از بیراهه و به سرعت خود را به دومة الجندل رساند. به گفته ابن اسحاق، پس از رسیدن پیامبر به منطقه، بدون بروز درگیری، سپاه اسلام به مدینه بازگشت. اما ابن سعد از تصرف گله و دام آن منطقه توسط پیامبر خبر داده‌است. با رسیدن خبر حرکت پیامبر اسلام به منطقه، اهالی دومة الجندل به طرف مغرب گریختند. هدف محمد از این اقدام، جبران خسارتهای انسانی وارد آمده بر تاجران بود. این حرکت محمد، همچنین سبب تضعیف سیاسی، اقتصادی و روحی جبهه مقابل خود شد. در این سفر، یکی از اهال دومة الجندل که به اسارت درآمده بود، مسلمان شد. سپاه اسلام به تاریخ ده روز مانده از ماه ربیع الآخر به مدینه وارد شد.
در شعبان سال ششم هجری، محمد، عبدالرحمان بن عوف را به فرماندهی گروهی به منطقه دومة الجندل فرستاد تا اهالی منطقه را به اسلام دعوت کند. در این دعوت پس از اسلام آوردن اصبغ بن عمرو کلبی (سرکرده مسیحی های منطقه)، گروه زیادی از اهال به اسلام گرویدند. 